# Granville Gee Bee R-6

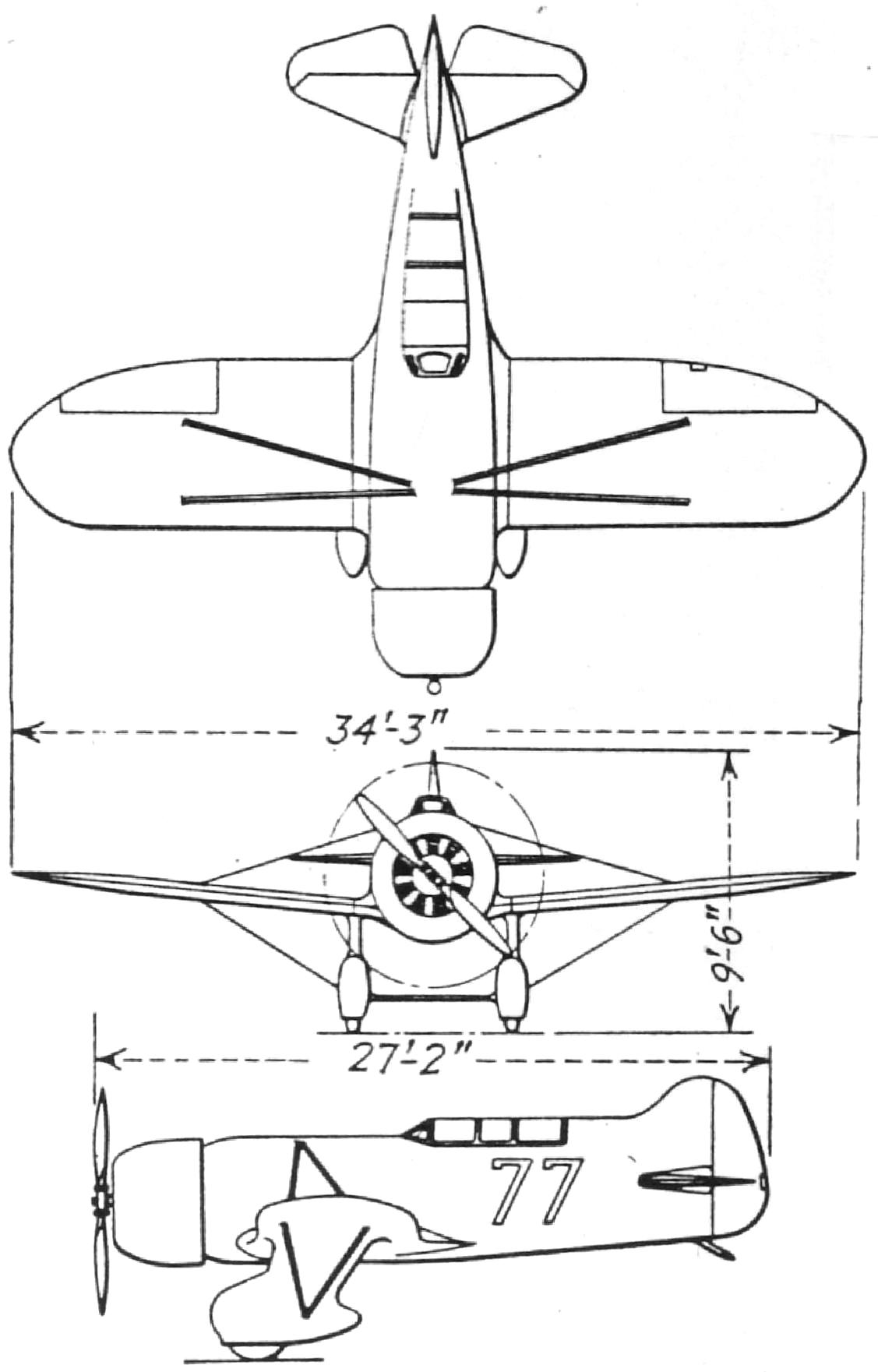
Granville Gee Bee R-6H, tekening met drie aanzichten

De  Granville Gee Bee R-6 was een Amerikaans eenmotorig laagdekker racevliegtuig met twee zitplaatsen in tandem (achter elkaar), voortgedreven door een 675 pk Pratt & Whitney stermotor. Het toestel werd ontwikkeld en geproduceerd door vliegtuigfabriek Granville Brothers Aircraft, ook wel aangeduid als Gee Bee Aircraft. De eerste vlucht vond plaats in 1934.

## Ontwerp en historie
Het ontwerp van de Granville Gee Bee R-6 was grotendeels afkomstig van de Gee Bee R-1 Super Sportster, maar was 3 meter langer en had een 3 meter grotere spanwijdte. De vleugels waren geheel gemaakt van hout. De romp, vervaardigd van metalen buizen, was vooraan bekleed met aluminium platen en was achter bespannen met doek. De vleugels waren verstevigd met aan de romp bevestigde spandraden. Het vliegtuig had een vast onderstel met gestroomlijnde kappen en werd voortgedreven door een Pratt & Whitney Hornet SD luchtgekoelde negencilinder (met totaal 27,7 liter inhoud) stermotor van 675 pk.
Voordat het vliegtuig gereed was ging de firma Granville eind 1933 echter failliet. De vrouwelijke luchtvaartpionier Jacqueline Cochran slaagde er samen met de financier (en haar latere echtgenoot) Floyd B. Odlum in het toestel, genaamd Q.E.D. (latijn: Quod erat demonstrandum), voor de London – Melbourne race (in oktober 1934) gereed te krijgen.
De London - Melbourne race kwam voor Jacqueline Cochran samen met bemanningslid Wesley Smith echter in Boekarest voortijdig  ten einde door een beschadigde stabilo en een slecht functionerende welvingsklep.
De Granville Gee Bee R-6 heeft later nog in verschillende races meegedaan, maar kende weinig geluk. Er werd in geen enkele race (Thompson Trophy race en tweemaal de Bendix race) gefinisht. In 1939 verongelukte het toestel, nu Conquistador del Cielo genaamd, in de Potomac rivier, waarbij de piloot om het leven kwam. Het toestel werd opgedregd en gerestaureerd en staat nu tentoongesteld in het Museo Francisco Sarabia in Mexico.